# Metino
En química, el grupo metino o  metilideno es un grupo funcional trivalente, CH, derivado formalmente del metano. Consiste en un átomo de carbono enlazado con dos enlaces simples y un enlace doble, uno de ellos unido a un hidrógeno y tiene diferentes usos como acetileno y combustibles.
En ocasiones, y de manera informal, se utiliza el término metino para designar a un carbono enlazado con un carbono y en el que todos los cuatro enlaces que posee son simples, es decir, ninguno de ellos doble. Es decir, es como el anterior, en el que un enlace doble es sustituido por dos simples.

## Ejemplos
Todos los carbonos presentes en esta molécula son metinos, excepto los dos carbonos adyacentes a los dos nitrógenos que no se encuentran enlazados a ningún hidrógeno, y el carbono adyacente al nitrógeno enlazado a dos hidrógenos (abajo a la derecha). Hay una cadena polimetínica en el centro de esta molécula.

### Porfirina
La hemoglobina, consiste en un ion Fe2+
 (ferroso) contenido en el centro de un gran heterociclo orgánico llamado porfirina, hecho de cuatro grupos pirrólicos unidos entre sí por medio de puentes metino.